# Divine Heresy
Divine Heresy — американський дез-металевий гурт, створений у 2005 році гітаристом Діно Казаресом, відомим з виступів у групі Fear Factory. Казарес протягом декількох років розшукував музикантів які виправдали б його очікування. До групи долучився Тім Єнґ, який грав у Vital Remains і Hate Eternal, а також нікому раніше невідомий дебютант Томмі Векст. В кінці серпня 2007 року американці видали дебютний альбом Bleed the Fifth. Незадовго до випуску альбому, до групи приєднався басист Джо Пейн. У другому кварталі 2008 року Векст покинув гурт. Після кількох місяців пошуків і спроб з декількома співаками, до колективу увійшов Ніл Травіс. У 2009 році Divine Heresy, за участю нових музикантів записали другий альбом Bringer of Plagues. Його прем'єра відбулася 28 липня.